# 後袈裟固

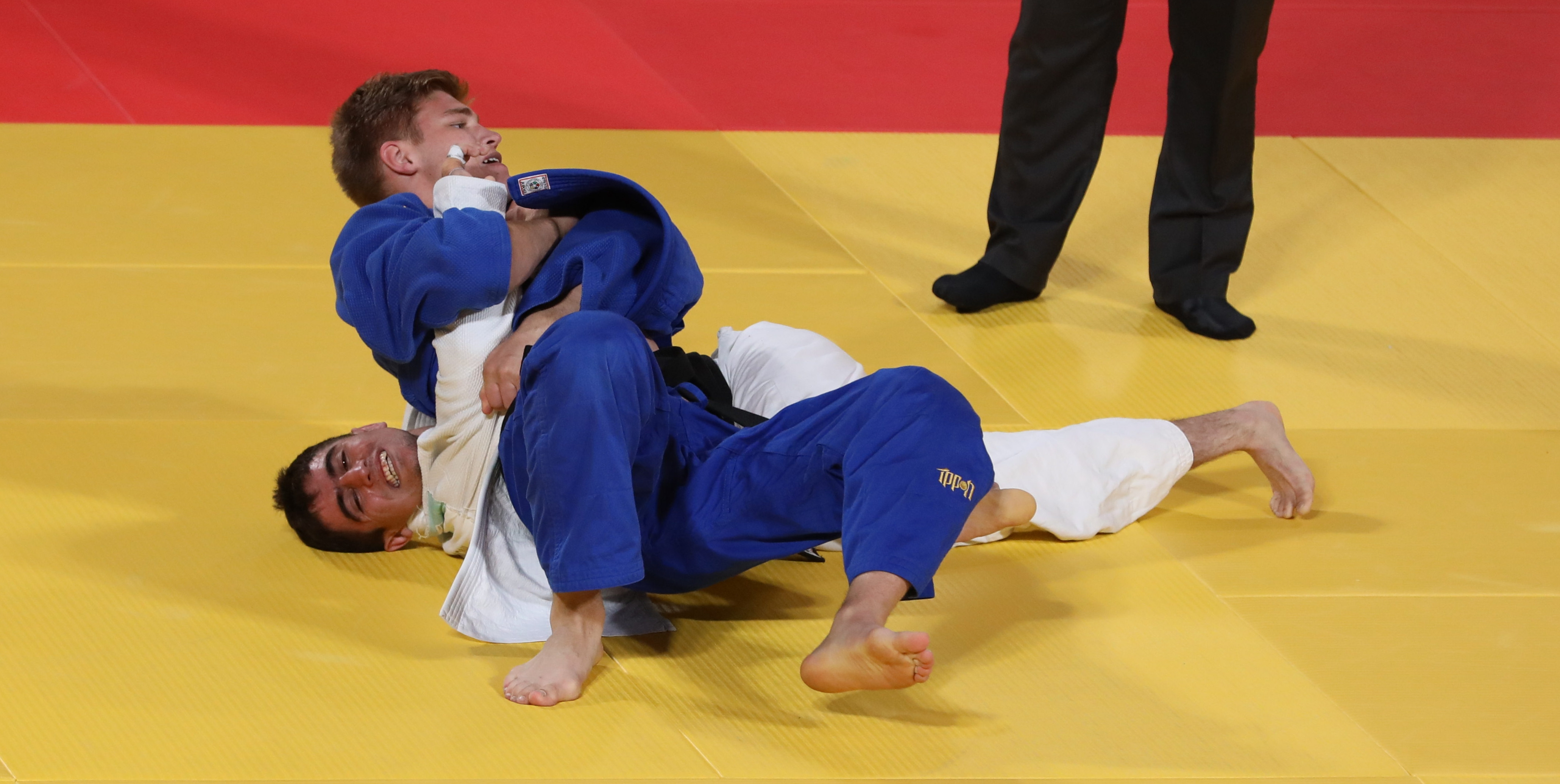
2018年ブエノスアイレスユースオリンピックにおける相手の腕を後ろから腋で抱える後袈裟固の基本形

後袈裟固（うしろけさがため）は、柔道の固技の抑込技の一つ。講道館や国際柔道連盟 (IJF) での正式名。IJF略号UKG。講道館での旧分類崩袈裟固（くずれけさがため）。別名逆袈裟固（ぎゃくけさがため）。

## 概要
基本の形は仰向けの相手に対し、相手右腕（左腕）を自分の右腋（左腋）に抱え自分の体に巻き付けるように密着させ、左手（右手）で相手の帯をとり左脇（右脇）で相手胴体を抱え抑え込む。
相手の腕の腋での抱え方は前から抱える場合、後ろから抱える場合、抱えないで腹前に置く場合がある。
崩袈裟固の自分の体が逆向きになるような形になる。つまり、上四方固と崩上四方固の様に相手の頭（上）側から袈裟固系の技で抑えるのである。
また、通常の袈裟固が自分と相手がお互い顔が見える状態で抑え込むのに比べ、後袈裟固では自分が相手に背を見せた状態での抑え込みとなる。抑え込まれる側は片手、首、両脚が自由になるため、相手を抑え切るにはコツが必要になる技である。
相手の腕を後ろから抱える場合、強く相手の腕を巻き付け完全に体を密着させて、充分に相手に体重が掛かるようにするのが重要である。別の形としては、仰向けの相手の右腋（左腋)に自分の腰をつけ、相手の右腕（左腕）を背後に相手の左肩口（右肩口）上部床に自分の左肘（右肘）を落として抑え込む。着衣の場合は左手（右手）で相手胴衣を掴んで固定したり、右手（左手）で相手左膝（右膝）近辺を掴み引き上げることでエビやブリッジを防ぐ。

## 変化
変化技は下記のものなどいくつかあり、書籍『寝業の傅統』には腕挫膝固の一種キーロック（ショートアームシザース）を掛けながらの後袈裟固が掲載されている。

### 手固後袈裟固
手固後袈裟固（てがためうしろけさがため）は相手の左側から抑え込む場合、相手の左腕を右肘と右腋で曲げて抱え、左手で自らの右腕を持って両腕でのキーロックの様に絡めて制し腕緘のバイセップスライサーを掛けながら抑え込む後袈裟固。右手で自分の右腿を掴んでもよい。相手の胴は抑えない。七大学柔道での別名キーロック。

### 松葉袈裟固
松葉袈裟固（まつばけさがため）は腕挫膝固をかけながらの後袈裟固。関節技コーレイカの最終形。袈裟固にも松葉袈裟固がある。

## 実戦で見られる連絡
自分がうつ伏せや亀の状態で相手が腋から手を指し入れて攻めてきた時に、背後から差し入れられた腕を深く腋に挟み、相手を巻き込みながら反転し、自分が上となり後袈裟固に抑える場合がある。この場合、背後から差し入れられた腕を腋に挟み相手の動きを制して抑え込む。
あるいは、本袈裟固から連絡して後袈裟固に移行する方法もよく見られる。
払巻込や外巻込、大外巻込などの相手の腕を腋に抱えて投げる技が不十分だった時に、相手の腕を腋に抱えたまま後袈裟固に抑える連絡もよく見られる。
ハーフガードの相手に対して肩口に肘を落とした後に、絡んだ相手の脚を手で掴んで外した場合などにこの形になることが多い。
後袈裟固からより安定している横四方固につなげることも多い。
ブラジリアン柔術、総合格闘技では後袈裟固から相手を跨ぎ、マウントポジションを狙うケースがある。

## 分類と名称
1926年の書籍『新式柔道』では崩上四方固（くずれかみしほうがため）に分類している。1985年制定の講道館技名称固技では「崩袈裟固」に包含。1995年9月、千葉市での国際柔道連盟 (IJF) 総会でIJF教育委員会（佐藤宣践委員長）で検討してきたIJF技名称を制定。後袈裟固と崩袈裟固を分離する。多様化する技術への対応のために講道館技研究部で技名称の再検討を行った結果、2017年にこの技を正式に認めることになりIJFに合わせる形で崩袈裟固と後袈裟固に分割された。